# 외침 (1957년 영화)
외침(The Cry, Il Grido)은 이탈리아에서 제작된 미켈란젤로 안토니오니 감독의 1957년 영화이다. 스티브 코크란 등이 주연으로 출연하였고 Franco Cancellieri 등이 제작에 참여하였다. 다른 제목으로 방랑의 길이라고도 한다.

## 내용
정당(精糖)공장에 다니는 알도(코크랑)는 오랫동안 동거(同棲)하면서 아이까지 있는 여인 이루마(발리)로부터 어느날 돌연 이별하자는 제의를 받는다. 알도는 애들을 데리고 방랑의 길을 떠난다. 옛날 애인 에르비아를 만나고 휘발유 판매소의 여주인 바루지니아와 함께 살기도 하고, 고약한 성격의 창부 안도레이나를 돌봐 주기도 하면서 차례차례로 거처를 옮긴다. 그런데, 마음은 언제나 가라앉지 않는다. 결국 이루마가 있는 마을을 찾아 가게 되는데 마을 사람들은 기지(基地)의 반대투쟁에 열중하고, 누구 하나 그를 반갑게 맞아 주지 않는다. 그는 옛날 그가 다니던 공장의 탑에 올라가, 달려온 이루마의 눈앞에서 몸을 던져 죽는다.

## 감상
인간의 고독을 추구한 안토니오니의 독자적인 작품이다. 특히 겨울의 나뭇잎이 떨어진 쌀쌀한 황야와 포강의 넓은 풍경, 꼿꼿하게 서 있는 나무 등은 주인공의 내면을 상징한 영상(映像)으로, 그 아름다움은 압도적이다. 안토니오니의 존재를 넓게 인식시켜 네오 리얼리즘의 내면화(內面化)로서 여러 가지 의론을 불러 일으켰다. 펠리니의 <길>(1954)과 함께 새로운 영화의 도래를 보여준 작품이다.

## 출연

### 주연
- 스티브 코크란
- 알리다 발리

### 조연
- 벳시 블레어
- 가브리엘라 팔로타
- 도리안 그레이
- 릴리아 랜디

## 제작진
- 의상: Pia Marchesi